# وایت هاوس (تنسی)
وایت هاوس (به انگلیسی: White House) شهری در ایالت کشور ایالات متحده آمریکا است که جمعیت آن در سرشماری سال ۲۰۱۰ میلادی، ۱۰٬۲۵۵ نفر بوده‌است.